# Supercoppa di Siria
La Supercoppa di Siria (in arabo كأس السوبر السوري‎?) è una competizione calcistica per club organizzata dalla Federazione calcistica della Siria e disputata a intervalli irregolari dal 1982.
Nella competizione si affrontano il vincitore della Prima Lega siriana ed il vincitore della coppa nazionale. Nel caso in cui una squadra si sia aggiudicata sia il campionato sia la coppa nazionale, alla gara di supercoppa viene ammessa la seconda classificata in campionato. 

## Albo d'oro
| Anno | Vincitore campionato | Risultato       | Vincitore coppa | Marcatori                                                                           | Stadio                     |
| ---- | -------------------- | --------------- | --------------- | ----------------------------------------------------------------------------------- | -------------------------- |
| 1982 | Tishrin              | 2 – 1           | Al-Ittihad      | Mohsen Fares (Tishreen), Abdul Kader Kardaghli (Tishrin), Ahmad Hawash (Al-Ittihad) | Stadio Abbasiyyin, Damasco |
| 1985 | Al-Karamah           | 3 – 0           | Al-Ittihad      | Asaad Sibai, Bassam Yabrudi, Adnan Majthob                                          | Stadio Abbasiyyin, Damasco |
| 1993 | Al-Karamah           | 1 – 2           | Al-Wahda        | Omar Ahmad, Nezar Mahrous, Tamer Allouz                                             | Stadio Abbasiyyin, Damasco |
| 2008 | Al-Karamah           | 3 – 0           | Al-Majd         | Hani Al Taiar (3)                                                                   | Stadio Abbasiyyin, Damasco |
| 2013 | Al-Jaish             | 0 – 0 (4–2 dtr) | Al-Wahda        |                                                                                     | Stadio Tishrin, Damasco    |
| 2016 | Al-Wahda             | 1 – 0           | Al-Jaish        | Osama Omari                                                                         | Stadio Tishrin, Damasco    |
| 2018 | Al-Jaish             | 1 – 0           | Al-Ittihad      | Ahmad Ashkar                                                                        | Stadio Al-Assad, Laodicea  |
| 2019 | Al-Jaish             | 2 – 0           | Al-Wathba       | Ward Al Salama, Qusay Habib                                                         | Stadio Tishrin, Damasco    |
| 2020 | Tishrin              | 1 – 2           | Al-Wahda        | Mohammad Marmour (Tishrin), Abdulrahman Barakat (2) (Al-Wahda)                      | Stadio municipale, Hama    |

## Statistiche

### Vittorie per squadra
| Squadra    | Vittorie | Secondi posti | Anni vittorie    | Anni secondi posti |
| ---------- | -------- | ------------- | ---------------- | ------------------ |
| Al-Wahda   | 3        | 1             | 1993, 2016, 2020 | 2013               |
| Al-Jaish   | 3        | 1             | 2013, 2018, 2019 | 2016               |
| Al-Karamah | 2        | —             | 1985, 2008       | —                  |
| Tishrin    | 1        | 1             | 1982             | 2020               |
| Al-Ittihad | —        | 3             | —                | 1982, 1985, 2018   |
| Al-Majd    | —        | 1             | —                | 2008               |
| Al-Wathba  | —        | 1             | —                | 2019               |

### Vittorie per città
| Città    | Vittorie | Squadre                    |
| -------- | -------- | -------------------------- |
| Damasco  | 6        | Al-Jaish (3), Al-Wahda (3) |
| Homs     | 2        | Al-Karamah (2)             |
| Laodicea | 1        | Tishrin (1)                |